# Los Mismos (grupo español)
Los Mismos fue un grupo de música pop español activo entre los años 1968 y 1980, volvieron en 1996 hasta 2012.

## Trayectoria artística
Trío compuesto por Elena Vázquez Minguela (Helena Bianco), nacida en Valladolid el 6 de enero de 1948, Antonio Pérez Gutiérrez, nacido en Valladolid el 6 de octubre de 1944, y Benjamín Santos Calonge, nacido en Palencia el 15 de mayo de 1944. Posteriormente se les unió Fernando Martín, pero fue expulsado del grupo a los pocos meses. Empezaron bajo el nombre de Los Jollys, con la discográfica Columbia. En 1965 consiguieron su primer gran éxito al grabar en español su propia versión del tema Supercalifragilisticoespialidoso, de la banda sonora de la película Mary Poppins(1964).
En 1968, tras el lanzamiento de varios sencillos que pasaron inadvertidos, adoptan su nombre definitivo y contratan con la discográfica Belter. Su primer gran éxito y posiblemente el más notable de su carrera sería El puente, canción veraniega por excelencia y en la que se imagina la existencia de un puente entre las ciudades de Valencia y Palma de Mallorca. El tema participó en el Festival Internacional de la Canción de Mallorca. Un año después graban una versión de Voy a pintar las paredes con tu nombre. Seguirían El hombre del tiempo, El domingo en mi pueblo, Don Juan, Mil amores, Catalina, Pon una cinta en el viejo roble, Lo hice por María, Polka del barril de cerveza o San Bernardino.
El grupo se disolvió en 1980. Entre 1981 y 1984, Helena Bianco inicia una carrera en solitario con el nombre artístico de “Jara”, un año después se creaba el grupo “Bianco”, del que ella era voz solista; y posteriormente continuaría su carrera en solitario como Helena Bianco. En 1996 Los Mismos vuelven a unirse hasta 2012 con su compañero Guillermo en sustitución de Antonio, recordando sus mayores éxitos; aunque Helena lo compaginaría con discos en solitario.

## Discografía (álbumes)
- Los Mismos (1969)
- Los Mismos (1970)
- Lo mejor de Los Mismos (1971)